# Manatí de Elena
El Manatí de Santa Elena es un críptido que se cree que una vez habitó la costa de la isla Santa Elena, un territorio británico de ultramar en el océano Atlántico Sur. Se supone que la isla estaba poblada en gran parte por manatíes durante los días de la colonización británica. A diferencia de las especies de manatí conocidas, los manatíes de Elena eran semiacuáticos, a menudo llegaban a la tierra como las focas. No hay evidencia que demuestre su existencia, y sólo se han reportado dos relatos de testigos.